# Героите от Ла Манча
„Героите от Ла Манча“ (на английски: Giants of la Mancha/Storm Crashers) е компютърна анимация от 2024 г. на режисьора Гонзало Гутиерез, който е съсценарист с Карлос Коткин и Пабло Блонди, и е вдъхновен от романа „Дон Кихот“, написан от Мигел де Сервантес. Той е копродукция между Испания, Франция, Германия, Белгия и Аржентина. Филмът излиза по кината на 28 март 2024 г. в Португалия и Украйна, на 29 март в Естония, на 3 април във Франция, на 26 април в Турция и на 1 май 2024 г. в Германия.

## В България
В България филмът е излъчен за първи път на 20-ия световен фестивал на анимационния филм в град Варна на 15 септември 2024 г., и излиза по кината на 25 октомври 2024 г. в разпространение от „Про Филмс“.